# Федоров Микола Федорович (Герой Соціалістичної Праці)
Микола Федорович Федоров (рос. Николай Фёдорович Фёдоров; 1921—1998) — радянський державний і партійний діяч, Герой Соціалістичної Праці (1973).

## Біографія
Народився 11 грудня 1921 року в селі Ведрово Лузького повіту Петроградської губернії у великій селянській родині.
Після закінчення середньої школи № 2 м. Луги  призваний в Червону армію. Брав участь у Другій світовій війні.
З 1946 по 1951 роки перебував на комсомольській роботі. Організовував на підприємствах комсомольські осередки, брав участь у відновленні зруйнованих господарств і будівництві житла. У тридцять років очолив Лузьку районну раду народних депутатів. З 1965 по 1970 рік М.Ф. Федоров очолював Лузьку міську партійну організацію. Навесні 1970 року обраний першим секретарем Тосненської міської партійної організації. Потім членом бюро обласного комітету партії. М.Ф. Федоров неодноразово обирався депутатом Верховної Ради РРФСР, був делегатом трьох партійних з'їздів.
Учасник XIX Всесоюзної Конференції КПРС.
Помер 17 травня 1998 року.

## Пам'ять
- Школі-гімназії № 2 міста Тосно присвоєно його ім'я.
- У грудні 2011 року до 90-річчя з дня народження в Тосно пройшла презентація книги «Микола Федорович Федоров» із циклу «Чудові люди — земля Тосненська», в тосненському музеї організована експозиція, присвячена Федорову[3].

## Нагороди
- Герой Соціалістичної Праці (1973)
- Три Ордени Леніна[3]
- Почесний громадянин Тосненського району Ленінградської області.